# 목도령
목도령(木道令) 또는 나무도령은 한국 설화에 등장하는 신선으로, 계수나무의 정령과 선녀 사이서 태어났다고 전해졌다. 나무의 아들로 태어난 소년이 대홍수 때 아버지인 나무를 타고 가다 구해 준 동물들의 보은으로 곤경을 벗어나 혼인하여 인류의 시조가 되고 나중에 백두산의 신선이 된다는 설화다.

## 목도령 대홍수 설화
신이담 중 기원담에 속하며, "목도령설화", "참나무 아들로 태어난 도령", "홍수설화" 등으로도 불린다. 전국 여러 지역에서 두루 구전되고 있다. 줄거리는 다음과 같다.
선녀(혹은 자식없는 과부)가 어느 날 지상에 내려와 쉬다가 계수나무 정령(혹은 나무의 신)의 정기에 감하여, 잉태하고 아름다운 동자를 낳는다. 동자의 이름은 목도령이다. 목도령이 일곱 살이 되던 해 어머니가 하늘나라로 올라가게 된다. 목도령은 나무 밑에 가서 나무를 아버지라고 부르며 놀아서, 목도령이라고 불리게 되었다.
그러자 하루는 계수나무가 목도령에게 "너는 내 아들이다. 나는 곧 폭풍우 때문에 무너지게 된다. 너는 내 등에 타야 살 수 있다"라고 한다. 그리쓰러진 계수나무 위에 올라탄 목도령은 물결을 따라 흘러간다. 넘어진 나무를 타고 떠내려가던 목도령은 살려 달라고 애걸하는 개미를 만나 아버지인 나무의 허락을 받고 그 개미들을 구해 주었다.
또 모기 떼들도 구해 주었다. 구하다 보니 세상의 모든 동물들을 구하게 되었고, 마지막에 한 소년이 살려 달라고 하는 것을 보고 구해 주자고 하였더니 나무가 반대하였으나, 목도령이 우겨서 그 소년을 구해 주었다고 한다.

옛날 하늘의 선녀가 땅에 내려와 나무 밑에서 쉬다가 나무신의 정기와 관계를 가져 아들을 낳았다. 선녀는 하늘로 올라가고 소년은 나무 밑에 가서 나무를 아버지라고 부르며 놀아서 나무도령이라고 불리게 되었다. 하루는 나무가 소년을 부르더니 앞으로 큰 비가 와서 자기가 넘어지거든 자기의 등에 타라고 나무도령에게 일렀다.
어느날 갑자기 큰비가 내리기 시작하더니 그치지 않아서 세상이 온통 물바다를 이루었다. 넘어진 나무를 타고 떠내려가던 나무도령은 살려달라고 애걸하는 개미를 만나 아버지인 나무의 허락을 받고 그 개미들을 구해주었다. 또 모기떼들도 구해주었다. 마지막에 한 소년이 살려달라고 하는 것을 보고 구해주자고 하였더니 나무가 반대하였으나 나무도령이 우겨서 그 소년을 구해주었다.
비가 멎고 나무도령 일행은 높은 산에 닿았다. 두 소년은 나무에서 내려와 헤매다가 한 노파가 딸과 시비를 데리고 사는 집에 정착하게 되었다. 구해준 소년은 그 딸을 차지하려고 노파에게 나무도령을 모함하여 어려운 시험을 당하게 하였다. 그럴 때마다 구해주었던 동물들이 와서 도와주어, 결국은 나무도령은 그 딸과 결혼하였고, 구해 준 소년은 밉게 생긴 시비와 결혼하였는데 이 두 쌍이 대홍수로 없어진 인류의 새로운 시조가 되었다.

## 대홍수 이후의 목도령 설화
비가 멎고 대홍수가 끝날 무렵 목도령 일행은 높은 산에 닿았다(이 높은 산이 백두산이라고 한다). 두 소년은 나무에서 내려와 헤매다가 한 노파가 딸과 시비를 데리고 사는 집에 정착하게 되었다. 구해 준 소년은 그 딸을 차지하려고 노파에게 목도령을 모함하여 어려운 시험을 당하게 하였다. 그럴 때마다 구해 주었던 동물들이 와서 도와주었다. 특히 개미떼가 목도령을 많이 도왔고, 결국은 나무도령은 그 딸과 혼인하였고, 구해 준 소년은 밉게 생긴 시비와 혼인하였다. 대홍수로 모든 인류가 없어졌기 때문에 그 두 쌍이 인류의 새로운 시조가 되었다고 한다. 그리고 후에 목도령은 백두산의 신선이 되었다고 한다.

## 다른 대홍수 설화와의 공통점
기원전 6세기의 고대 인도 문헌인 사타파타 브라마나(Satapata Brahmana)에는 죽게 된 물고기를 살려 준 선행 때문에 배를 마련하여 대홍수에서 살아남을 수 있었다는 내용이 있으며, 중국 문헌인 육도집경(六度集經)이라는 불전에도 이와 비슷한 내용이 수록되어 있다. 한국의 설화가 외국 설화의 영향을 받았다고 추정을 하지만 외국의 것은 선행에 대한 보상이 주어진다는 교훈적 성격이 강한 반면에, 사람에 대한 배신감을 절실하게 함축하고 있어서 보다 깊은 이치와 의미를 담고 있다.

## 같이 보기
- 민담
- 설화
- 전설
- 대홍수